# Groene spoorkoekoek
De groene spoorkoekoek (Centropus menbeki) is een vogel uit de familie Cuculidae (koekoeken).

## Verspreiding en leefgebied
Deze soort is endemisch in Nieuw-Guinea en telt twee ondersoorten:
- C. m. menbeki: westelijk Papoea-Nieuw-Guinea, Japen en Numfor, Nieuw-Guinea.
- C. m. aruensis: de Aru-eilanden.